# 尾崎正延
尾崎 正延（おざき まさのぶ、1947年 - ）は、日本の経済学者。近代経済学専攻。神奈川工科大学（基礎・教養教育センター）名誉教授（経済学）。東京生れ。

## 人物
- 専門は「欧州経済通貨同盟 (EU) 」「経済政策」「EUにおける経済政策」。若年より近代経済学の研鑽を重ね、1971年「保護貿易主義」の論文をもって明治大学商学部商学科卒業。アテネ・フランセフランス語科卒業。1973年経済学史の論文をもって早稲田大学大学院経済学研究科修了。1982年「アンリ・ド・マンの『国有化』構想について」の博士論文をもって明治大学大学院政治経済学研究科修了。神奈川工科大学（基礎・教養教育センター）に助教授として招聘され、同大学教授（経済学）となり、2018年3月退職。　また、東京工芸大学教養課程（経済学）講師をも兼任。
- EU経済事情のフィールドワーカーとして、且つ国際経済学の学会発表のため、常時欧州のEU諸加盟国を現地調査、EU経済問題の日本における権威である。
- またフランス経済学の専門家でもある。

## 著作
- 民俗経済学研究Ⅰ 2003年
- 経済学要論 1997年
- 新版経済学要論 2001年

## 論文
- 『レーバープラン』における『国有化』についての予備的考察　 1980年
- アンリ・ド・マンの「国有化」構想についての一試論　 1981年
- 「ブラッドレー提案」についての一考察：債務免除の一形態として 1989年
- 累積債務問題についての一考察：宮沢構想からブレイディ提案へ　 1990年
- 累積債務問題の発生原因について：スーザン・ジョージの見解を中心に 1991年
- 累積債務問題の解決について　1992年
- 世界銀行の構造調整アプローチについての一考察：OECF論文を中心に 1994年

## 翻訳
- 新保護貿易主義　Jeanneney,Jean Marcel著 (“Pour un nouveau protectionnisme”)  1985年